# Rafael Adame
Rafael Adame (Gómez) (født 11. september 1906 i Jalisco - død 1963 i Mexico City, Mexico) var en mexicansk komponist, cellist, guitarist og lærer. Adame studerede komposition, guitar og cello på National Conservatory i Mexico City hos bl.a. Julian Carrillo og Gustavo Campa. Han skrev den første mexicanske guitar koncert i det 20. århundrede, symfoniske værker, orkesterværker, cellostykker etc.
Adame var nær ven med komponisten Manuel Ponce. Han komponerede i romantisk stil, men inkorporerede senere mikrotonalitet i sine værker, især sine guitar kompositioner såsom Capricio, Transición e Arminico 7 og Preludi.